# Goniophlebium korthalsii
Goniophlebium korthalsii är en stensöteväxtart som först beskrevs av Georg Heinrich Mettenius, och fick sitt nu gällande namn av Richard Henry Beddome. Goniophlebium korthalsii ingår i släktet Goniophlebium och familjen Polypodiaceae. Inga underarter finns listade.